# Universidad Federal del Delta del Parnaíba
La Universidad Federal del Delta de Parnaíba (UFDPar) es una institución de educación superior pública federal de Brasil, con sede en la ciudad de Parnaíba en el estado de Piauí. 

## Historia
El proyecto de creación se envió al Congreso Nacional en 2016, a través del Mensaje Presidencial n.º 222 del 10 de mayo de 2016 de la entonces Presidenta Dilma Rousseff y el 19 de diciembre de 2017, el plenario de la Cámara de Representantes aprobó la creación de la institución y el 11 de abril de 2018, el presidente Michel Temer sancionó la ley 13.651 que creó la nueva universidad a partir de la separación de la Universidad Federal de Piauí.

## Áreas académicas

### Pregrado
| Área                              | Programas académicos                                                               |
| --------------------------------- | ---------------------------------------------------------------------------------- |
| Ciencias biológicas y de la salud | - Ciencias biológicas - Ciencias biomédicas - Fisioterapia - Psicología - Medicina |
| Ciencias sociales y aplicadas     | - Administración - Ciencias contables - Ciencias económicas - Turismo              |
| Ciencias de la educación          | - Pedagogía                                                                        |
| Ciencias exactas y naturales      | - Ingeniería Pesquera - Matemáticas                                                |

### Posgrado
| Área       | Programas académicos                                                                                      |
| ---------- | --- |
| Maestrías  | - Biotecnología - Ciencias biomédicas - Psicología - Artes, patrimonio y museología - Salud de la familia |
| Doctorados | - Biotecnología - Ciencias biomédicas                                                                     |